# Bishop's Falls
Pour les articles homonymes, voir Bishop.
Bishop's Falls est une ville située sur l'île de Terre-Neuve dans la province de Terre-Neuve-et-Labrador au Canada. La population y était de 3 341 en 2011. La devise de la ville est « In Media Silva Maneo » (Dans le milieu de la forêt, je reste).

## Annexe